# 伍德利夫 (北卡羅萊納州)
伍德利夫（英語：Woodleaf）是位於美國北卡羅萊納州羅恩縣的非建制地區。

## 歷史
伍德利夫的郵局自1855年營運至今。

## 地理
伍德利夫所處的海拔為高於海平面245米（即804英呎），而該地所採用的時區為UTC-5，即北美东部时区（EST）。同時該地設有夏令時間，為UTC-5調快一小時，即UTC-4（EDT）。